# コルネーリス・ティーレ

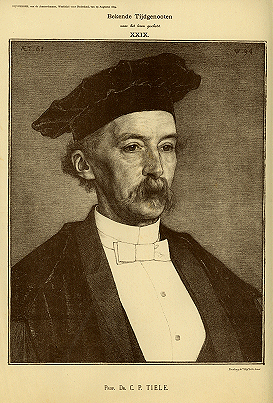
コルネーリス・ペトリュス・ティーレ

コルネーリス・ペトリュス・ティーレ（Cornelis Petrus Tiele、1830年12月16日 - 1902年1月11日）は、オランダの神学者・宗教学者・宗教史学者。近代宗教学の創始者とされる。

## 経歴
オランダのライデンに生まれる。1856年からロッテルダムのアルミニウス派教会で牧師を務め、1873年にアムステルダムとライデンの神学校の教授となる。1877年からライデン大学の教授に就任、新設された宗教史・宗教哲学講座を担当した。古代語と古代史の幅広い知識をもとに多くの著作を残し、オランダ現代宗教学の礎を築いた。また、エジプト、メソポタミア、イラン、アッシリアなどの宗教史を原資料によって研究、開拓する一方で、進化論的な図式を用いてそれらを壮大な人類宗教史にまとめ上げ、比較宗教学の発展に大いに貢献した。またこれらの宗教史にいちはやく文化人類学や先史時代史の研究成果を適用した先進性も高い評価を受けている。
フリードリヒ・マックス・ミュラーと並んで、近代宗教学の創始者の1人とされる。姉崎正治、加藤玄智など、日本の初期の宗教学者にも大きな影響を与えた。 

## 主な著作
- Geschiedenis van den godsdienst not aan de heerschappij der wereldgodsdiensten, (1876).[1]

比屋根安定訳『宗教史概論』（誠信書房、1960年）
- The Elements of the Science of Religion, (1897-99).[1]

鈴木宗忠・早船慧雲訳『宗教学原論』（内田老鶴圃、1916年）
- Vergelijkende geschiedenis der egyptische en mesopotamische Godsdiensten, (1869-72).[1]
- Geschiedenis van den godsdienst in de oudheid tot op Alexander den Groote, (1891-93).[1]